# Labatie-d'Andaure
Labatie-d'Andaure é uma comuna francesa na região administrativa de Auvérnia-Ródano-Alpes, no departamento de Ardèche. Estende-se por uma área de 9,93 km². Em 2010 a comuna tinha 205 habitantes (densidade: 20,6 hab./km²).